# رنگ‌آمیزی (زیست‌شناسی)

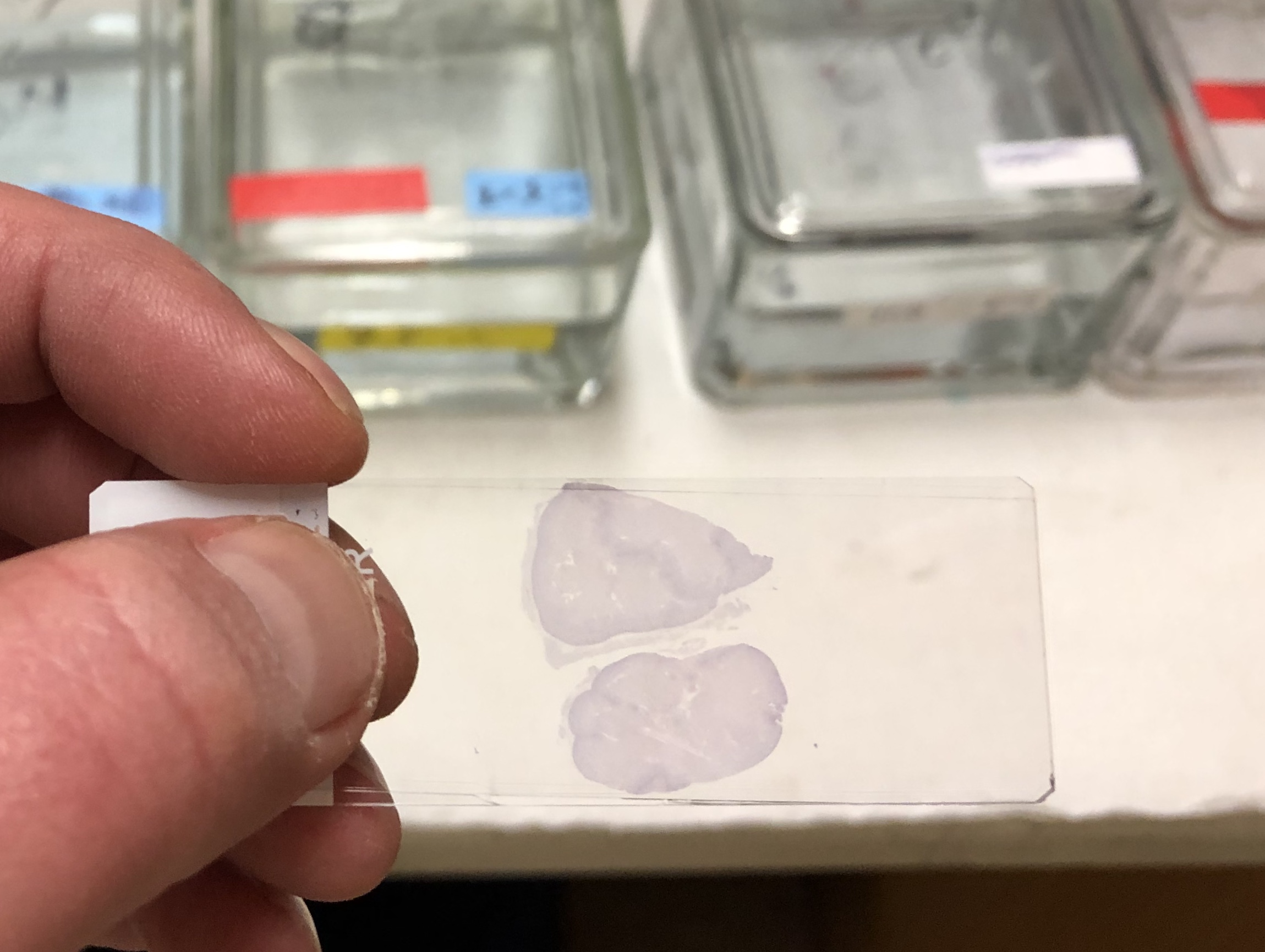
یک نمونه بافت‌شناسی رنگ آمیزی شده، بین اسلاید شیشه‌ای میکروسکوپ قرار گرفته‌است.

رنگ‌آمیزی تکنیکی برای افزایش کنتراست در نمونه هاست که عموماً در سطح میکروسکوپی استفاده می‌شود. این روش در بافت‌شناسی، آسیب‌شناسی بافتی، خون‌شناسی و آسیب‌شناسی سلولی بسیار مورداستفاده است.